# Andreas Hartmann (Althistoriker)
Andreas Hartmann (* 9. Dezember 1977 in Kösching) ist ein deutscher Althistoriker.

## Leben
Andreas Hartmann legte sein Abitur 1996 am Reuchlin-Gymnasium Ingolstadt ab und studierte von 1997 bis 2000 Geschichte, Klassische Philologie (Latein), Germanistik und Kunstgeschichte an der Katholischen Universität Eichstätt und arbeitete früh auch am Projekt ConcEyst des Lehrstuhls für Alte Geschichte der Universität mit. 2000/2001 studierte er an der Universität zu Köln Alte Geschichte, Mittelalterliche Geschichte und Latinistik. 2002 beendete er sein Studium in Eichstätt mit einer Magisterarbeit zu einem althistorischen Thema.
Seit Herbst 2002 war Hartmann als wissenschaftlicher Mitarbeiter von Jürgen Malitz am Lehrstuhl für Alte Geschichte an der Katholischen Universität Eichstätt tätig. Im Frühjahr 2005 begann daneben die Mitarbeit an der Epigraphischen Datenbank Heidelberg (EDH), wo er griechische Inschriften der römischen Kaiserzeit für das Internet aufbereitete. Im Frühjahr 2008 erfolgte die Promotion im Fach Alte Geschichte mit einer Dissertation zum Thema Zwischen Relikt und Reliquie. Objektbezogene Erinnerungspraxen in antiken Gesellschaften. Sie wurde wie auch das Rigorosum mit dem Prädikat summa cum laude bewertet. 2009 wurde die Dissertation mit dem Bruno-Snell-Preis der Mommsen-Gesellschaft und dem Kulturpreis Bayern der E.ON AG in der Kategorie für die besten Promotionen an bayerischen Universitäten ausgezeichnet. Hartmann besuchte im Herbst 2009 als Visiting Fellow (Gastwissenschaftler) der British Academy das Department of Classics and Ancient History der Durham University, wo er mit Barbara Graziosi zum Thema Homer and the monuments again. Relics of the past and the epic tradition forschte. Seit März 2011 ist er als Akademischer Rat am Lehrstuhl von Gregor Weber an der Universität Augsburg tätig, seit 2015 als Akademischer Oberrat.
Hartmann forscht vorwiegend zum archaischen Griechenland, insbesondere der Homerischen Zeit, zur Frühen und Hohen Kaiserzeit, insbesondere zum Verhältnis zwischen Kaiser und Senat, zur Außenpolitik und den Grenzen im Römischen Reich. Daneben gilt sein Interesse antiken Erinnerungskulturen, Christen und Juden im Römischen Reich und den Formen und Funktionen des Religiösen in antiken Gesellschaften.

## Schriften
Monografien
- Atlantis. Wissen, was stimmt. Herder, Freiburg im Breisgau u. a. 2010, ISBN 978-3-451-06115-8 (Herder-Spektrum 6115).
- Zwischen Relikt und Reliquie. Objektbezogene Erinnerungspraktiken in antiken Gesellschaften. Verlag Antike, Berlin 2010, ISBN 978-3-938032-35-0 (Studien zur Alten Geschichte 11; zugleich: Eichstätt-Ingolstadt, Katholische Universität, Dissertation, 2008).

Herausgeberschaften
- mit Michael Neumann: Mythen Europas. Schlüsselfiguren der Imagination. Band 1: Antike. Pustet, Regensburg 2004, ISBN 3-7917-1872-X (Rezension bei sehepunkte).
- mit Michael Neumann: Mythen Europas. Schlüsselfiguren der Imagination. Band 5: Vom Barock zur Aufklärung. Pustet, Regensburg 2007, ISBN 978-3-7917-1938-2.
- mit Gregor Weber: Zwischen Antike und Moderne. Festschrift für Jürgen Malitz zum 65. Geburtstag. Speyer 2012 (PDF-Datei).
- mit Sebastian Gairhos, Salvatore Ortisi, Gregor Weber: Das römische Augsburg. Militärplatz, Provinzhauptstadt, Handelsmetropole (= Antike Welt Sonderheft). WBG, Darmstadt 2022, ISBN 978-3-8053-5340-3.